# Frodi Vitalis Hansen
 Frodi Vitalis Hansen (født 15. oktober 1978 i Thorshavn, Færøerne) er en færøsk-dansk MMA-udøver, der konkurrerer i weltervægt-klassen. Hansen har desuden trænet boksning, brydning, thaiboksning, kickboxing og ju-jutsu, hvor han har konkurreret i de forskellige kampsportsgrene. Han træner i og repræsenterer Rumble Sports i København.
Hansens næste kamp er ved Danish MMA Night den 9. juni 2018 i Brøndbyhallen i København.

## MMA-karriere
Hansen kom til Danmark som 13-årig og startede til Wing Tsu i København i 2000. Efter 40 fuldkontaktskampe indenfor sportsgrenen begyndte han i 2004 at træne gulvkamp og MMA. Den 6. juni 2005, kæmpede han sin første professionelle MMA kamp og modsat de fleste andre udøvere debuterede han uden at have haft en amatørkamp. Han vandt over danske Kristian Helde via submission.
Hans seneste kamp var et TKO-nederlag mod den svenske UFC-kæmper Oliver Enkamp den 1. april 2017 i Stockholm i Sverige.

## Privatliv
Hansen er alenefar til en 15-årig dreng. Han studerer sportspsykologi på Københavns Universitet og regner med at afslutte uddannelsen sommeren 2018. Han venter barn sammen med sin kæreste Annetta.